# سلالة الخلجي في البنغال
تُعد سلالة الخلجي (بالإنجليزية: Khalji dynasty) (بالفارسية: خاندان خلجی) السلالة الأولى من المسلمين التي تولّت حكم البنغال. تأسست السلالة، التي تنحدر من منطقة غرمسير في أفغانستان الحالية، في عام 1204 على يد اختيار الدين محمد بن بختيار الخلجي، وهو جنرال مسلم في الإمبراطورية الغورية. في البداية، بايع الخلجيون السلطان محمد الغوري حتى وفاته عام 1206، على الرغم من أن حكمهم في البنغال كان مستقلًا في الغالب. في ظل حكم غياث الدين عواج الخلجي، شهدت البنغال تطورات كبيرة تمثلت في قوتها البحرية الأولى وأنظمة الدفاع ضد الفيضانات والربط مع طريق غراند ترانك. تمركز مقر السلالة في مدينة جاوا في شمال البنغال، وتوسعت لاحقًا شرقًا وجنوبًا. تمكّن ناصر الدين محمود، ابن التتمش أحد مماليك الهند من دلهي، من غزو البنغال عام 1227؛ على الرغم من أن الخلجيين أعادوا تأكيد استقلالهم لفترة وجيزة، إلا أنهم استسلموا للمماليك في عام 1231، الذين استبدلوهم بسلسلة من حكام المناطق ذاتها.

## المنشأ والتأسيس
يُعدّ الخلجيين قبيلة من أصل تركي وذلك بعد الهجرة من تركستان حيث استقروا في وقت لاحق في أفغانستان لأكثر من 200 عام. تبنى الخلجيون العادات الأفغانية وتزاوجوا فيما بينهم، ما أدى إلى اعتبار خاطئ بأن النبلاء الأتراك في شبه القارة الهندية أنهم أفغان و/أو لا يعتبرونهم أتراكًا حقيقيين. تتبع العديد منهم أصولهم إلى غرمسير تحت قيادة محمد بختيار الخلجي، وهم كانوا يرغبون في أن يتم توظيفهم من قِبَل جيش دلهي الإقليمي للإمبراطورية الغورية. بعد أن رفض حاكم دلهي قطب الدين أيبك رتبته، سار الخلجييون شرقًا حيث قادوا قوات مختلفة ومنحوا عقارات في أماكن مثل منطقة ميرزابور.
في فترة زمنية قصيرة، تأسست سلالة الخلجييون وبدأ بختيار في تنفيذ غارات ناجحة باتجاه الشرق. بعد إخضاع بهار في عام 1200، دخلت قواته نابادويب في البنغال بعد ثلاث سنوات. هزم بختيار لاكشمانا سينا في عام 1203، ما يمثل بداية الحكم الإسلامي في البنغال. بعد ذلك، استولى بختيار على العاصمة والمدينة الرئيسية، جاوا، وغزا الكثير من المناطق التابعة للبنغال.

## الحكم
نظرًا للمسافة البرية الكبيرة بين دلهي والبنغال، فقد وضع الخلجيون إقليمًا مستقلًا خاصًا بهم، وأنشأوا نظامًا إداريًا خاصًا. أصبح بختيار أول حاكم للسلالة، وتم تقسيم الأراضي التي تم احتلالها إلى جواكير تم منحها لرجال قبائل الخلجي الآخرين. عُيّن غياث الدين عواج الخلجي لحكم كانغوري وعلي مردان خلجي في ديفكوت.
بدأ بختيار حملته في التبت بعد فترة وجيزة، وسلّم بالعاصمة جاوا إلى محمد شيران الخلجي. جمع بختيار جيشه في عام 1206، وتمكّن أيضًا من الحصول على دعم زعيم القبائل علي ميتش، على الرغم من أن هذا لم يكن كافيًا لتحقيق النصر على شعب التبت. بعد أن فشل في غزو التبت، عاد بختيار إلى ديفكوت وهو يعاني المرض الشديد بصحبة مئة رجل فقط. ورد في كتاب طبقات ناصري لمنهاج السراج الجوزجاني أن بختيار توفي بسبب المرض، على الرغم من بعض الرواة اعتبروا أن علي مردان خلجي قد اغتال بختيار وهو طريح الفراش. ومع ذلك، أشعلت وفاة بختيار بداية نزاع داخلي بين كبار ضباطه. قام شيران، حاكم العاصمة، بالذهاب إلى ديفكوت على الفور حيث قدم ولائه لقائده المتوفى وتم ترشيحه ليكون الخليفة الشرعي لبختيار من قِبَل نبلاء الخلجي.
تمثلت مهمة شيران الرئيسية الأولى في السير ضد علي مردان وأنصاره الذين فروا إلى غرغات، وتم سجن علي مردان على يد بابا أصفهاني، الكوتوال المحلي. حافظ شيران على السياسات السابقة وأعاد ألقاب المتمردين الموالين لمردان للحفاظ على السلام. لكن هذا السلام لم يدم طويلًا إذ تمكّن علي مردان من الفرار من السجن في عام 1208 إلى محكمة دلهي حيث طلب من السلطان قطب الدين أيبك التدخل في قضيته. أرسل السلطان جيشًا بقيادة قايماز الرومي، محافظ عوض؛ وكان هذا أول غزو للبنغال من قِبَل سلطنة دلهي. لم يُظهر غياث الدين أي عداء لجيش دلهي أثناء سيرهم عبر جاكير في طريقه لمواجهة شيران، الأمر الذي أسعد الرومي. رفض شيران الاستسلام ووقعت معركة بين الخلجيين وقوات دلهي. بعد انتصار دلهي، هرب شيران إلى ماهيسانتوش حيث توفي لاحقًا. تم تعيين غياث الدين بعد ذلك لحكم البنغال تحت تبعية دلهي.
في عام 1210، عاد علي مردان إلى البنغال وتم التنازل عن الحكم من غياث الدين لصالحه. بعد وفاة السلطان أيبك، قرأ علي مردان الخطبة (خطبة الجمعة) باسمه الخاص مثل أسلافه الخلجي، لكنه تولى أيضًا لقب السلطان علاء الدين، وهو ما لم يفعله حكام الخلجي السابقون. وبحسب كتاب الطبقات، فقد أعدم أيضًا عددًا كبيرًا من نبلاء الخلجي. وُصف أيضًا بأنه رجل مجنون وطاغية، وقد رفض نبلاء الخلجي حكم علي مردان وتآمروا ضده في النهاية. كان اغتيال علي مردان بمثابة نهاية الخلاف الداخلي، الذي أشار إليه جادوناث سركار باسم «الحرب الأهلية الخلجية». عيّن نبلاء الخلجي غياث الدين للعودة لحكم البنغال، على الرغم من كونه كان سلطانًا مستقلًا هذه المرة.
بالنظر لعدم نشوب أي صراع، تمكّن غياث الدين الخلجي من تطوير المنطقة بشكل كبير كحاكم لها. أسّس أول قوة بحرية في البنغال وابتكر أنظمة الدفاع ضد الفيضانات وربط مدينة جاوا بطريق غراند ترانك. كان أول حاكم خلجي يعلن الاستقلال رسميًا كسلطان، ما تسبب في صراعه مع السلطان التتمش من دلهي في أكثر من مناسبة. خلال فترة حكمه، تم تنفيذ الغزوات عبر فانغا وتيرهوت وأوتكالا وتم توسيع الأراضي التابعة له إلى أقصى حد. في عام 1227، قُتل غياث الدين في معركة على يد جيش بقيادة نجل التتمش، ناصر الدين محمود الذي أسس مرة أخرى البنغال كمقاطعة تابعة لسلطنة دلهي.